# 伦巴第同盟
伦巴第同盟（義大利語：Lega Lombarda）是一个成立于1167年的中世纪联盟，其目的是为了对抗霍亨斯陶芬家族的神圣罗马帝国皇帝在意大利扩张势力的企图。在其巅峰时期，北意大利的多数城市都加入了同盟，并且得到了教皇的支持。随着第三位、也是最后一位霍亨斯陶芬皇帝腓特烈二世在1250年去世，同盟的使命完成，并随后解散。

## 历史

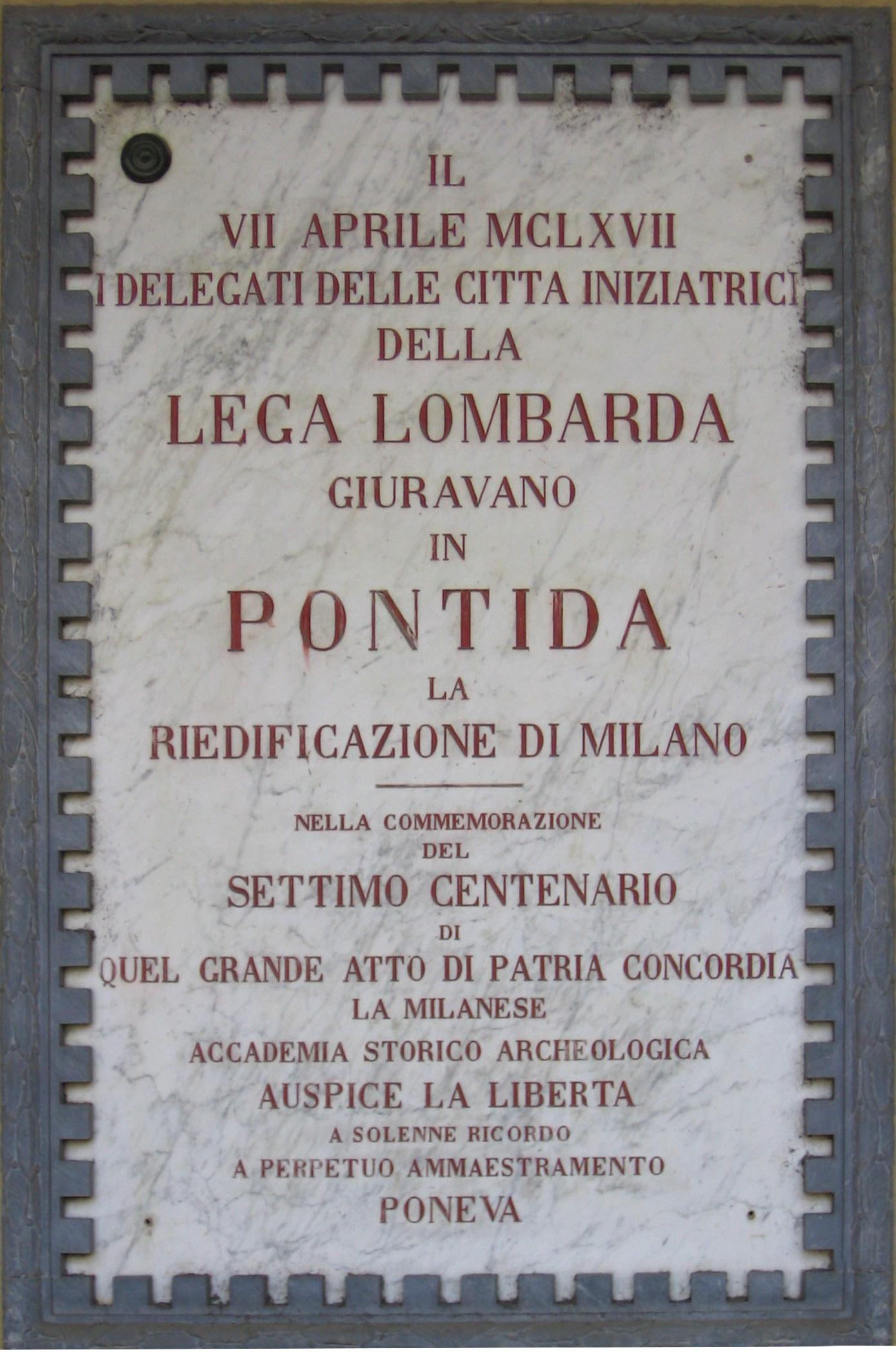
位于蓬蒂达宣誓的地点的纪念石碑

同盟的前身是维罗纳同盟，该同盟成立于1164年，由维罗纳、帕多瓦、维琴察和威尼斯共和国结成，起因是“红胡子”腓特烈皇帝在1158年的隆卡利亚会议上宣告了帝国对意大利的直接统治权，并将当地的波德斯塔地方官员替换为自己选派的官员。同盟得到了教皇亚历山大三世（亚历山德里亚即以他命名）的支持，他亦乐于见到腓特烈在意大利的势力衰退。1167年11月1日在蓬蒂达成立的伦巴底同盟的成员除了原有的维罗纳、帕多瓦、维琴察、威尼斯外，还包括克雷马、克雷莫纳、曼图亚、皮亚琴察、贝尔加莫、布雷西亚、米兰、热那亚、博洛尼亚、摩德纳、雷焦艾米利亚、特雷维索、韦尔切利、洛迪、帕尔马等城市，甚至包括一些帝国贵族。
尽管并未提出明确的分离主义主张，但联盟的成立意味着意大利城市公然地挑战皇帝的权力。腓特烈随后与诸城市交战，尤其是米兰，他们在1162年就遭受过帝国军队的占领和破坏。但这一次，腓特烈没有成功将城市联盟拆散。在1176年5月29日的莱尼亚诺战役中，皇帝的军队最终被击败。1177年签署的《威尼斯和约》规定了从1178年8月到1183年的六年休战期，而双方在后来续订的《康斯坦茨和约》中达成妥协，意大利城市依然向神圣罗马帝国效忠，但在自己的领土上享有司法权和内政权。在诸城市中，受到皇帝偏袒的米兰获得了特殊地位，但这引发了米兰和其他城市（主要是克雷莫纳）的冲突。
伦巴底同盟后来曾经多次重组，而当1197年腓特烈的儿子、皇帝亨利六世去世时，同盟重新崛起，而亨利未成年的儿子、被选为罗马人民的国王的腓特烈二世此时还要面对韦尔夫家族的皇位竞争者奥托四世。在1218年成为唯一的国王、并在1220年加冕为皇帝后，腓特烈于1226年试图召集意大利的亲王们，准备参与第六次十字军东征。
腓特烈二世试图在意大利获得更大权力的努力被诸城市成功阻止，伦巴底同盟因此被腓特烈宣布为帝国的敌人。皇帝采取的行动包括占领维琴察以及1237年在科尔泰诺瓦战役中的胜利，这场胜利也为腓特烈赢得了能征善战的军事家的名声。但是腓特烈错误地估计了己方的力量，拒绝了来自米兰的所有议和的提议，坚持要求同盟必须无条件投降，因此葬送了和平解决的机会。米兰和其他五个城市经受住了腓特烈的攻击，使得他在1238年10月不得不结束了对布雷西亚的围攻。
伦巴底同盟再次获得了教廷的支持，当时的教皇格里高利九世在1239年对腓特烈二世处以绝罚，并一直以实际行动与皇帝的势力对抗。在1248年的帕尔马之围中，帝国军的营地被同盟军突袭占领，在接下来的决战中帝国军一败涂地。腓特烈二世失去了大量财富与领土，也同时失去了继续与意大利的叛乱势力以及教皇对抗下去的希望。1250年腓特烈二世去世后，伦巴底同盟随之解散。在此后的时期，帝国对意大利政治的影响力比之前要小了许多。

## 延伸阅读
- Gianluca Raccagni, The Lombard League (1164–1225), Oxford University Press 2010.
- "Lombard League." Encyclopædia Britannica. 2008. Encyclopædia Britannica Online. 6 Apr 2008 （页面存档备份，存于）.

伦巴第同盟纹章

- G. Fasoli,"La Lega Lombarda --Antecedenti,formazione, struttura," Problema des 12.Jahrhunderts,
- Vortraege und Forchungegen, 12, 1965–67, pp. 143–160.